# Grundskola

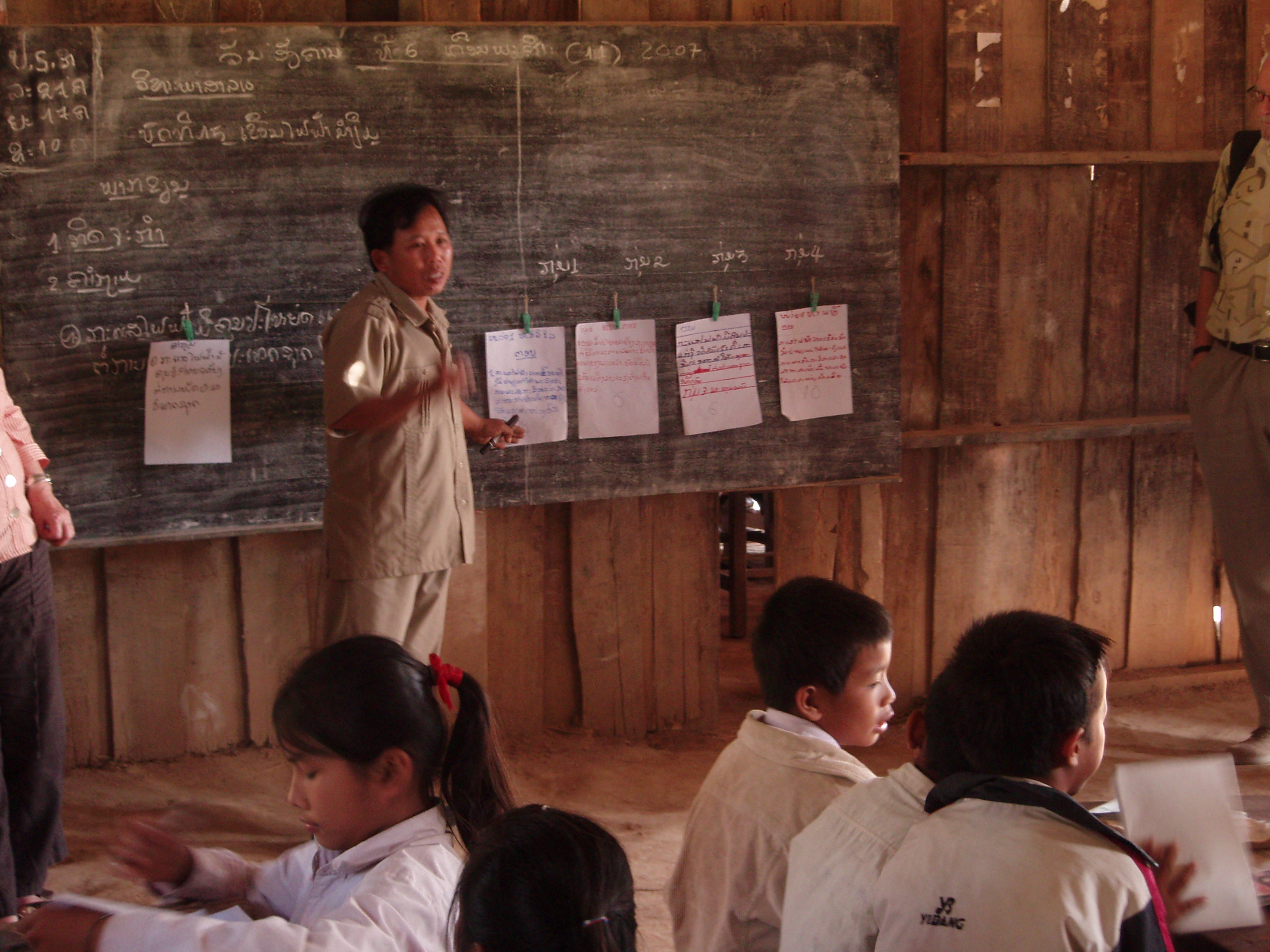
En grundskola i Laos.

En grundskola, primärskola eller primärutbildning är den  skolformen där elever lär sig grundläggande kunskaper, bland annat läsande, räknelära och orienteringsämnen. Elevernas ålder, läroplan och antal skolår varierar mellan olika länder, men vanligen börjar barn i grundskolan mellan fem och sju års ålder. För att kunna utbilda sig vid sekundärskola (yrkesskola eller gymnasieskola), krävs avslutad grundskola.
Utbildning i grundskola är ofta lagstadgad i form av skolplikt. Rätten till elementär utbildning och att gå i skola nämns i FN:s allmänna deklaration om de mänskliga rättigheterna.

## Definition
Grundskolan kan drivas av staten, kommunen, eller som friskola. En del grundskolor drivs i form av internatskolor, då eleverna bor i anläggningar vid skolan under terminerna. Det kan också finnas ambulerande skolor, där läraren reser till eleverna på avlägsna orter, som då får undervisning endast en del av året. I en del länder finns möjlighet till hemundervisning som alternativ till skolor, då föräldrar får ansvaret för elevernas utbildning, antingen genom att de själva undervisar eller genom att de anställer privatlärare.
Antagning till grundskola sker ofta med flexibel skolstart, när föräldrar eller inträdesprov avgör när barnen skall börja skolan. Längden på grundskolan varierar mycket mellan olika länder. I Sverige är skolplikten tioårig, men detta är inte regel i alla länder. När man på global nivå talar om alla barns rätt till grundskola brukar det handla om en femårig grundskoleutbildning.
I bland annat Finland och Sverige skiljer sig grundskolan från den tidigare folkskolan genom att den är en enhetsskola, som strävar efter att ge alla elever lika möjligheter till fortsatt utbildning. Innan grundskolereformerna ersatte läroverk folkskolans högsta klasser för de elever som siktade på en högre utbildning.

## Grundskola i olika länder

### Finland
Grundskolan i Finland (fi peruskoulu) infördes på 1970-talet, och ersatte den tidigare folkskolan, medborgarskolan och mellanskolan. Lag om denna förändring stiftades 1968, men övergången skedde gradvis under 1970-talet.
Grundskolan är nioårig, numera med en frivillig tionde årskurs, och inleds normalt det år barnet fyller 7 år, men skolstarten kan skjutas upp eller tidigareläggas med ett år. Undervisningen sköts i årskurserna 1–6 i huvudsak av klasslärare och i årskurserna 7–9 i huvudsak av ämneslärare. Skolspråket är normalt finska, svenska eller samiska. Normalt föregås grundskolan av ett år i förskoleklass.
Kommunerna ansvarar för grundskoleundervisningen, men också statliga och privata skolor finns, exempelvis i samband med lärarutbildning respektive med speciella språkprogram eller alternativ pedagogik. Skolgång, skolmaterial och mat är avgiftsfria för eleven, liksom skolresorna om de är långa eller besvärliga, eller inkvartering med helpension om sådan behövs. Vissa speciella skolor har rätt att uppbära avgifter.
Finländska barn har läroplikt tills grundskolans lärokurser är avklarade, eller högst tio år, men inte skolplikt: en familj kan välja att arrangera undervisningen på annat sätt. Möjligheten utnyttjas av 400–600 barn.

### Island
Grundskolan på Island infördes 1974 och är tio år lång. Grundskola heter ”grunnskóli” på isländska.

### Norge
I Norge började nioårig grundskola införas 1969, då den sjuåriga folkskola som gällt sedan 1889 avskaffades. 1997 blev grundskolan tioårig.

### Storbritannien
I Storbritannien blev primärskolan allmän 1870.

### Sverige
Grundskolan i Sverige är 10-årig och obligatorisk och det är för denna skolform som den nationella skolplikten gäller. Grundskolan regleras central av Skollagen och läroplanen Lgr 11 vilka båda antogs år 2011. Den första läroplanen för grundskolan i Sverige var Lgr 62. Fram till 2018 var grundskolan 9-årig men följande ett beslut i riksdagen blev Förskoleklassen obligatorisk från höstterminen 2018.  
Grundskolan indelades fram till 1994 i tre stadier där lågstadiet omfattade årskurs 1–3, mellanstadiet årskurs 4-6 och högstadiet årskurs 7-9. Grundskolan följs av gymnasieskolan, men den juridiska skolplikten gäller inte där. De flesta elever påbörjar dock även gymnasieutbildningen.

### Tyskland
Grundskolan i Tyskland blev 1920 namnet för de lägre årskurserna  den tyska folkskolan. Den tyska grundskolan omfattar årskurs 1–4 (eller 1–6 i några delstater). Efter grundskolan byter eleverna till en annan vidareutbildande skola. Skolplikten gäller minst till årskurs 9 eller 10 beroende på delstat.